# Bruno Onyemaechi
Sopuruchukwu Bruno Onyemaechi (ur. 3 kwietnia 1999 w Owerri) – nigeryjski piłkarz grający na pozycji lewego obrońcy. Od 2022 jest zawodnikiem klubu Boavista FC.

## Kariera klubowa
Swoją karierę piłkarską Onyemaechi rozpoczął w norweskim klubie Lillestrøm SK. W 2018 roku został zawodnikiem rezerw tego klubu. Następnie przeszedł do portugalskiego CD Feirense, jednak w pierwszych dwóch sezonach nie zaliczył w nim debiutu. W sezonie 2020/2021 został wypożyczony do trzecioligowego SC Vila Real. Latem 2021 wrócił do Feirense i 14 sierpnia 2021 zadebiutował w nim w drugiej lidze portugalskiej w wygranym 1:0 wyjazdowym meczu z CD Mafra. Zawodnikiem Feirense był do lata 2022.
W sierpniu 2022 Onyemaechi został wypożyczony do pierwszoligowej Boavisty. Swój debiut w nim zanotował 27 sierpnia 2022 w przegranym 0:3 domowym spotkaniu z Benfiką. W lipcu 2023 został wykupiony przez Boavistę za kwotę miliona euro.
| Sezon   | Klub            | Kraj       | Rozgrywki       | Mecze | Bramki |
| ------- | --------------- | ---------- | --------------- | ----- | ------ |
| 2018    | Lillestrøm SK 2 | Norwegia   | 3. divisjon     | 0     | 0      |
| 2018/19 | CD Feirense     | Portugalia | Primeira Liga   | 0     | 0      |
| 2019/20 | CD Feirense     | Portugalia | Liga Portugal 2 | 0     | 0      |
| 2020/21 | SC Vila Real    | Portugalia | Liga 3          | 16    | 1      |
| 2021/22 | CD Feirense     | Portugalia | Liga Portugal 2 | 22    | 0      |
| 2022/23 | CD Feirense     | Portugalia | Liga Portugal 2 | 2     | 0      |
| 2022/23 | Boavista FC     | Portugalia | Primeira Liga   | 29    | 1      |

## Kariera reprezentacyjna
W reprezentacji Nigerii Onyemaechi zadebiutował 10 września 2023 w wygranym 6:0 meczu kwalifikacji do Pucharu Narodów Afryki 2023 z Wyspami Świętego Tomasza i Książęcej, rozegranym w Uyo. W 2024 roku powołano go do kadry na Puchar Narodów Afryki 2023. Nie rozegrał w nim żadnego meczu. Z Nigerią wywalczył wicemistrzostwo Afryki.